# Prix Guldbagge de la meilleure actrice
Le Prix Guldbagge de la meilleure actrice (suédois : Guldbaggen för bästa kvinnliga huvudroll) est une récompense de cinéma suédoise récompensant la meilleure actrice dans un rôle principal lors des Prix Guldbagge.

## Palmarès
- 1964 : Ingrid Thulin pour Le Silence (Tystnaden)
- 1965 : Eva Dahlbeck pour Kattorna
- 1966 : Christina Schollin pour Ormen
- 1967 : Bibi Andersson pour Persona
- 1968 : Lena Nyman pour Je suis curieuse (Jag är nyfiken - en film i gult) et Elle veut tout savoir (Jag är nyfiken - en film i blått)
- 1969 : Liv Ullmann pour La Honte (Skammen)
- 1970 : Anita Ekström pour Jänken
- 1971 : pas de prix
- 1972 : Monica Zetterlund pour Äppelkriget et Le Nouveau Monde (Nybyggarna)
- 1973 : Harriet Andersson pour Cris et Chuchotements (Viskningar och rop)
- 1974 : Inga Tidblad pour Pistolen
- 1975 : Lis Nilheim pour Maria
- 1976 : Margaretha Krook pour Släpp fångarne loss, det är vår!
- 1977 : Birgitta Valberg pour Paradis d'été (Paradistorg)
- 1978 : Lil Terselius pour Den allvarsamma leken
- 1979 : Sif Ruud pour En vandring i solen
- 1980 : pas de prix
- 1981 : Gunn Wållgren pour Sally et la Liberté (Sally och friheten)
- 1982 : Sunniva Lindekleiv, Lise Fjeldstad et Rønnaug Alten pour Liten Ida
- 1983 : ex aequo
  - Malin Ek pour Mamma
  - Kim Anderzon pour Andra dansen
- 1984 : pas de prix
- 1985 : Gunilla Nyroos pour Berget på månens baksida
- 1986 : Malin Ek pour Falsk som vatten
- 1987 : Stina Ekblad pour Amorosa et Le Chemin du serpent (Ormens väg på hälleberget)
- 1988 : Lene Brøndum pour Hip hip hurra!
- 1989 : Lena T. Hansson pour Livsfarlig film
- 1990 : Viveka Seldahl pour s/y Glädjen
- 1991 : Malin Ek pour Skyddsängeln
- 1992 : Gunilla Röör pour Freud quitte la maison (Freud flyttar hemifrån…)
  - Ghita Nørby pour Freud quitte la maison (Freud flyttar hemifrån…)
  - Gloria Tapia pour Agnes Cecilia - en sällsam historia
- 1993 : Pernilla August pour Les Meilleures Intentions (Den goda viljan)
  - Helena Bergström pour Bel Été pour Fanny (Änglagård)
  - Tova Magnusson Norling pour Svart Lucia
- 1994 : Helena Bergström pour Pariserhjulet et Sista dansen
  - Basia Frydman pour Kådisbellan
  - Marika Lagercrantz pour Morfars resa
- 1995 : Suzanne Reuter pour Yrrol - En kolossalt genomtänkt film
  - Angeles Cruz pour La Fille du puma (La hija del Puma)
  - Viveka Seldahl pour Änglagård: Andra sommaren
- 1996 : Gunilla Röör pour Sommaren
  - Marika Lagercrantz pour La Beauté des choses (Lust och fägring stor)
  - Stina Ekblad pour Pensionat Oskar
- 1997 : Ghita Nørby pour Hamsun
  - Gunilla Nyroos pour Rusar i hans famn
  - Lina Englund pour Vinterviken
- 1998 : Johanna Sällström pour Under ytan
  - Camilla Lundén pour Spring för livet
  - Lena Endre pour Spring för livet
- 1999 : Alexandra Dahlström et Rebecca Liljeberg pour Fucking Åmål
  - Lena Endre pour Sanna ögonblick
  - Anna Wallander pour Hela härligheten
- 2000 : Katarina Ewerlöf pour Happy Christmas!
  - Harriet Andersson pour Happy End
  - Regina Lund pour Sjön
- 2001 : Lena Endre pour Infidèle (Trolösa)
  - Sara Sommerfeld pour Vingar av glas
  - Lia Boysen pour Un pays idéal (Det nya landet)
- 2002 : Viveka Seldahl pour En sång för Martin
  - Maria Lundqvist pour Secrets de famille (Familjehemligheter)
  - Helena Bergström pour Sprängaren
- 2003 : Oksana Akinchina pour Lilya 4-ever (Lilja 4-ever)
  - Elisabet Carlsson pour Grabben i graven bredvid
  - Tuva Novotny pour Den Osynlige
- 2004 : Ann Petrén pour Daybreak (Om jag vänder mig om)
  - Pernilla August pour Detaljer
  - Livia Millhagen pour Miffo
- 2005 : Maria Kulle pour Fyra nyanser av brunt
  - Sofia Helin pour Masjävlar
  - Frida Hallgren pour La Chorale du bonheur (Så som i himmelen)
- 2006 : Maria Lundqvist pour Une autre mère (Äideistä parhain)
  - Tuva Novotny pour Fyra veckor i juni
  - Amanda Ooms pour Harrys döttrar
- 2007 : Haddy Jallow pour Säg att du älskar mig
  - Oldoz Javidi pour När mörkret faller
  - Amanda Ooms pour Sök
- 2008 : Sofia Ledarp pour Den man älskar
  - Julia Högberg pour Den nya människan
  - Michelle Meadows pour Darling
- 2009 : Maria Heiskanen pour Instants éternels (Maria Larssons eviga ögonblick)
  - Lena Endre pour Himlens hjärta
  - Cecilia Milocco pour Happy Sweden (De ofrivilliga)
- 2010 : Noomi Rapace pour Millénium (Män som hatar kvinnor)
  - Malin Crépin pour I skuggan av värmen
  - Stina Ekblad pour Une solution rationnelle (Det enda rationella)
- 2011 : Alicia Vikander pour Pure (Till det som är vackert)
  - Noomi Rapace pour Svinalängorna
  - Pernilla August pour Miss Kicki
- 2012 : Ann Petrén pour Happy End
  - Helen Sjöholm pour Simon och ekarna
  - Magdalena Poplawska pour Between Two Fires
- 2013 : Nermina Lukac pour Eat Sleep Die (Äta sova dö)
  - Pernilla August pour Call Girl
  - Linda Molin pour Bitchkram
- 2014 : Edda Magnason pour Valse pour Monica (Monica Z)
  - Anna Odell pour Återträffen
  - Gunilla Röör pour En gång om året
- 2015 : Saga Becker pour Something Must Break
  - Lisa Loven Kongsli  pour Snow Therapy (Turist)
  - Vera Vitali pour Min så kallade pappa
- 2016 : Malin Levanon pour Tjuvheder
  - Shima Niavarani pour She's Wild Again Tonight
  - Felice Jankell pour Unga Sophie Bell
- 2017 : Maria Sundbom pour Flickan, mamman och demonerna
  - Karin Franz Körlof pour A Serious Game (Den allvarsamma leken)
  - Tuva Jagell pour Girls Lost (Pojkarna)
  - Jessica Szoppe pour Sophelikoptern
- 2018 : Lene Cecilia Sparrok pour Sami, une jeunesse en Laponie (Sameblod)
  - Evin Ahmad pour Dröm vidare
  - Jennie Silfverhjelm pour All Inclusive
  - Mia Skäringer pour Solsidan (en)
- 2019 : Eva Melander pour Border (Gräns)
  - Alba August pour Astrid (Unga Astrid)
  - Zahraa Aldoujaili pour Amatörer
  - Leonore Ekstrand pour The Real Estate (Toppen av ingenting)
- 2020 : Emelie Garbers pour Aniara : L'Odyssée stellaire (Aniara)
  - Pernilla August pour Britt-Marie var här
  - Vigdis Hentze Björck pour Fågelfångarens Son
  - Sanna Sundqvist pour Ring Mamma!
- 2021 : Ane Dahl Torp pour Charter
  - Irma von Platen pour Inland
  - Josefin Neldén pour Psykos i Stockholm
  - Josefine Stofkoper pour Psykos i Stockholm